# فريدريك لورنتز
فريدريك لورنتز (بالألمانية: Friedrich Lorentz)‏ هو كاتب ومؤرخ ألماني، ولد في 18 ديسمبر 1870 في غوسترو في ألمانيا، وتوفي في 29 مارس 1937 في سوبوت في بولندا.